# Научно-исследовательский институт связи и информационных технологий
Научно-исследовательский институт связи и информационных технологий — крупный научный институт в Иране.
Адрес: Тегеран, конец пр. Каргяр-е Шомали.

## Общие сведения
Научно-исследовательский институт связи и информационных технологий (бывший Центр коммуникационных исследований) — один из признанных институтов Ирана, работающих в сфере коммуникации. Сам Институт считает себя «мозговым центром и консультативным органом Министерства связи и информационных технологий». Миссией Института определена "институционализация роста и улучшение состояния страны в сфере науки, технологий и инноваций на основе рационального параллельного планирования с учётом приоритетов, определённых уставом, директивами и государственными нормативными актами.
Это учреждение под названием «Центр коммуникационных исследований» было создано в 1970 г. после подписания договора о взаимопонимании между Ираном и Японией. До Революции 1979 г. Институт занимался фундаментальными исследованиями.
После победы Исламской революции согласно постановлению Верховного совета культурной революции управление Центром было возложено на Министерство связи: Центр взял на себя роль исследовательской и консультационной составляющей этого министерства. В 1997 г. эта организация была преобразована в аффилированный институт, в 2005 г. — в самостоятельное учреждение (с образованием трёх аффилированных институтов), а в 2012 г. — в научно-исследовательский институт.
В состав НИИ входят 4 аффилированных института, и он считается ведущим исследовательским учреждением в области коммуникационно-информационных технологий.
Институт также работает в сфере выработки стандартов и является членом Европейской организации стандартов в области связи. Кроме того, это учреждение принимает участие в космической программе Ирана.
Институт принимает в своих стенах различные научные конференции, например, Первую конференцию по цифровым библиотекам.

## Структура Института
Институт коммуникационных технологий
— группа фиксированной связи
— группа фиксированной и подвижной радиосвязи
— группа спутниковой связи
— группа световой связи
— группа централизованного управления сетями связи
Институт информационных технологий
— группа разработки программного обеспечения
— группа мультимедийных систем
— группа платформ информационных технологий и виртуального пространства
— группа управления знанием и электронными системами
Институт безопасности информационных технологий
— группа оценки систем и сетей
— группа безопасности информационных систем
— группа технологий сетевой безопасности
Институт политических и стратегических исследований
— группа развития предпринимательской деятельности в сфере ИТ
— группа законодательной базы в сфере ИТ
— группа планирования и прогнозирования в сфере ИТ
— группа изучения культуры виртуального пространства

## Текущие макропроекты Института[8]
— поисковая машина (обозреватель)
— сети на базе программного обеспечения
— интернет вещей
— пятое поколение мобильных сетей
— макроданные
— широкодиапазонные радиостанции
— квантово-световая связь

## Коммерциализированные проекты Института[8]
— техника виртуализации и облачных вычислений XAMIN;
— собственная поисковая машина;
— антивирус Падвиш;
— сервис облачной инфраструктуры XaaS.